# Новозеландский баклан
Новозела́ндский бакла́н (лат. Leucocarbo carunculatus) — морская птица из семейства баклановых.
Эндемик Новой Зеландии. 92 % популяции гнездится на Белых скалах, скалах Сентинел, рифе Дуфферс и островах Трио, входящих в состав островов Мальборо. Эти острова находятся в 40 км к северу от Южного острова в проливе Кука. Есть две небольших колонии на острове д’Юрвиля. Птицы ранее гнездились на полуострове д’Юрвиля и островах Te Куру Куру. Исследования 1992—2002 годов указывают, что популяция вида составляет около 645 птиц, в том числе 102—126 гнездящихся пар. Численность популяции остаётся стабильной на протяжении последних 50 лет.
Крупная птица чёрно-белого цвета с длиной тела до 76 см и весом 2,5 кг. Голова, шея, нижняя части спины, подхвостье, надхвостье чёрного цвета с голубым отливом. Брюхо белое. Ноги розовые. Белые пятна на крыльях появляются в сложенном состоянии. Жёлто-оранжевый участок кожи находится выше основания клюва.
Баклан гнездится на небольших островках и скалах. Гнёзда размещены на расстоянии около 1 метра друг от друга. Птица питается мелкой рыбой. Основу рациона составляет камбала Arnoglossus scapha, которая не имеет коммерческого значения.